# مارفن براون (لاعب كرة قدم)
مارفن براون (بالإسبانية: Marvin Brown)‏ هو لاعب كرة قدم هندوراسي في مركز مهاجم ‏، ولد في 11 مايو 1974. شارك مع منتخب هندوراس لكرة القدم. أما مع النوادي، فقد لعب مع نادي بيدا.

## وصلات خارجية
- مارفن براون (لاعب كرة قدم) على موقع قاعدة بيانات كرة القدم.إي يو (الإنجليزية)
- مارفن براون (لاعب كرة قدم) على موقع ناشيونال فوتبول تيمز (الإنجليزية)